# پروانه زمردی لک‌وپیسی
پروانه زمردی لک‌وپیسی (نام علمی: Comibaena bajularia) نام یک گونه از تیره زمین‌سنجان است.این پروانه در سراسر اروپا و خاور نزدیک یافت می شود.در انگلستان و ولز توزیع پراکنده‌ای دارد،اما در اسکاتلند و ایرلند وجود ندارد.